# Grundmühle (Marktschorgast)

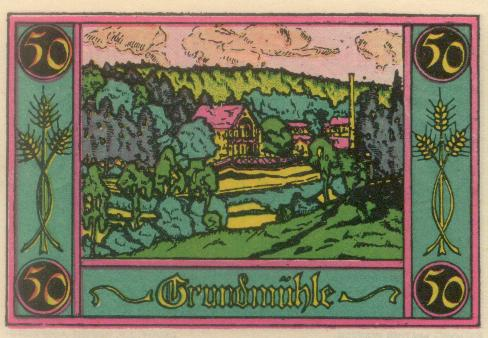
Notgeldschein von 1921 mit einer Ansicht der Grundmühle

Grundmühle (oberfränkisch: Grundmüll) ist ein Gemeindeteil des Marktes Marktschorgast im Landkreis Kulmbach (Oberfranken, Bayern). Grundmühle liegt in der Gemarkung Marktschorgast.

## Lage
Der Weiler Grundmühle liegt in einem ausgedehnten Waldgebiet an der Schorgast. Der Perlenbach mündet dort als rechter Zufluss in die Schorgast. Eine Gemeindeverbindungsstraße führt nach Thalmühle (0,5 km südöstlich).

## Geschichte
Der Ort wurde wahrscheinlich im bischöflichen Urbar des Hochstifts Bamberg von 1348 erstmals urkundlich erwähnt. Die Mühle wurde nach ihrer Lage benannt.
Gegen Ende des 18. Jahrhunderts bestand Grundmühle aus einem Anwesen. Das Hochgericht übte das bambergische Centamt Marktschorgast aus. Das bambergische Kastenamt Stadtsteinach war Grundherr der Stampf- und Schneidmühle.
Mit dem Gemeindeedikt wurde Grundmühle dem 1811 gebildeten Steuerdistrikt Marktschorgast und der 1813 gebildeten Munizipalgemeinde Marktschorgast zugewiesen.

### Baudenkmäler
- Trinkwasserhauptsammler

### Einwohnerentwicklung
| Jahr      | 001818 | 001861 | 001871 | 001885 | 001900 | 001925 | 001950 | 001961 | 001970 | 001987 |
| Einwohner | 13     | 10     | 14     | 6      | 63     | 44     | 78     | 74     | 63     | 43     |
| Häuser    | 2      |        |        | 1      | 3      | 4      | 5      | 6      |        | 6      |
| Quelle    | [ 8 ]  | [ 11 ] | [ 12 ] | [ 13 ] | [ 14 ] | [ 15 ] | [ 16 ] | [ 17 ] | [ 18 ] | [ 1 ]  |

## Religion
Grundmühle ist römisch-katholisch geprägt und bis heute nach St. Jakobus der Ältere (Marktschorgast) gepfarrt.